# ディミトリ・クムシシヴィリ
ディミトリ・クムシシヴィリ（グルジア語: დიმიტრი ქუმსიშვილი、グルジア語ラテン翻字: Dimitri Kumsishvili、1974年9月7日 – ）は、ジョージアの政治家。経済・持続的発展大臣（2015年9月–2016年11月、2017年11月–2018年6月）、財務大臣（2016年11月–2017年11月）、第一副首相（2016年11月–2018年6月）を歴任。

## 生涯
トビリシ国立大学で1992年に物理学の学位を、1996年に経済学の学位を取得。その後、大物実業家ビジナ・イヴァニシヴィリが所有するカルトゥ銀行で副頭取（1997年–2011年）、放送持株会社のパリトラ・メディアで事業開発理事（2011年–2012年）など、ジョージア国内のさまざまな事業で経営者として働いた。実業家ビジナ・イヴァニシヴィリ率いる政党連合「ジョージアの夢」が2012年の総選挙で勝利すると、クムシシヴィリは経済・持続的発展省の副大臣、および国有財産庁長官として政権入りした。2015年、トビリシ副市長に就任。
クムシシヴィリはその後、2015年9月から2016年10月まで経済・持続的発展大臣を務め、また2015年12月末からは副首相も兼任した。2016年11月、第2次ギオルギ・クヴィリカシヴィリ内閣にてクムシシヴィリは第一副首相兼財務大臣に転任。2017年11月、クムシシヴィリは再び経済・持続的発展大臣に就任 。